# Български турист
„Български турист“ е илюстровано туристическо списание, орган на Българското туристическо дружество в периода 1902 – 1943 г.
В него се отразява пътят на българското туристическо движение. Съдържа описания на живописни кътове, статии по планинарство, дружествени вести и съобщения. В първите две години ръководител е Александър Теодоров-Балан, след това редактори са д-р Христо Пиперов, С. Д. Сирийски, Стоян Ив. Поплуков, Борис Наследников, Ив. Велков, Б. Захариев, д-р Б. Копачепски, Стефан Попов, Георги Драгоев, д-р Андрей Пиперов, Божидар Стоичков, Ив. Н. Иванов.